# Spiderbait
Spiderbait es un grupo musical australiano de rock alternativo formado en 1989 en Finley, Nueva Gales del Sur por la bajo guitarrista Janet English, el batería Mark Maher y el guitarrista Damian Whitty. En 2004 realizaron una versión del sencillo de Lead Belly: Black Betty con el que lideraron el primer puesto del ARIA Charts. A lo largo de su trayectoria profesional, han conseguido que cinco de sus álbumes entraran en el Top 20: The Unfinished Spanish Galleon of Finley Lake (1995), Ivy and the Big Apples (1996), Grand Slam (1999), Tonight Alright (2004) y Greatest Hits (2005).
La banda ha ganado dos ARIA Music Awards: el primero en 1997 con el álbum Ivy and the Big Apples como "Mejor Publicación de Rock Alternativo" y en el 2000 al "Mejor Single" por Glokenpop.
Desde 2004, el grupo decidió retirarse durante un tiempo para concentrarse en sus proyectos en solitario y en sus vidas privadas, aunque de vez en cuando vuelven a reunirse para las giras musicales.

## Discografía
- Shashavaglava (1993)
- The Unfinished Spanish Galleon of Finley Lake (1995)
- Ivy and the Big Apples (1996)
- Grand Slam (1999)
- The Flight of Wally Funk (2001)
- Tonight Alright (2004)
- Spiderbait (2013)